# 柊唯也
柊 唯也（ひいらぎ ゆいや、 10月14日 - ）は日本の男性声優。また、スマートフォンアプリ作品等の音響監督も行っている。アトリエピーチ所属。岩手県出身。主にゲーム作品に声をあてている。

## 出演作品
太字は主役・メインキャラクター

### ゲーム

#### 2009年
- さくらテイル -the tale of cherry blossoms septet-（エドゥアール・ド・ル・フェーヴル[1]）
- カレは私の生徒（明石坂拓海）

#### 2010年
- 勇者のくせになまいきだ:3D
- 風ヶ原学園スパイ部っ!
- ク・リトル・リトル 〜魔女の使役る、蟲神の触手〜
- この歌が終わったら -When this song is over-
- ヒメと魔神と恋するたましぃ（黒金箕琴）
- Re:Seven 〜僕が君に出来るコト〜（山本主任[2]）
- 電車でD Lightning Stage（庄司慎吾）

#### 2011年
- 秋風ぱーそなる +俺と僕と彼女の○○+（三成友也[3]）
- 虐襲4(グレン・グレイブロ)
- 電車でD Burning Stage（庄司慎吾）

#### 2012年
- メイプルストーリー（暗黒の魔法使い、マグナス）
- 暁の護衛 トリニティ
- GRAND LIBRA ACADEMY（エドワード・ツェペシェ[4]）
- 九十九の奏〜欠け月の夜想曲〜（七飯冬真[5]）
- Yin-Yang！ X ChangeEX ～僕の先生がこんなに女なわけがない～（姫河大河（男）[6]）
- まにょっこ☆みのりん ～僕（♂）が魔法少女!?～（桜井陽介）
- 虹翼のソレイユ－ⅶ's World－（白虎）
- もえナビ 鎌倉執事（鎌倉ケン）
- 電車でD Climax Stage（庄司慎吾）

#### 2013年
- end sleep（山本勇人[7]）
- まにょっこ☆まこりん 〜僕（♂）も魔法少女!?〜（桜井陽介[8]）
- ガンガン!!バトルRUSH!（エド[9]）
- 一緒にねよ？ ～Shall we sleep?～（竜之介）

#### 2014年
- SummerSnow ～初恋～（早乙女千冬）
- リコリスの刻印（ユーイエ）
- 恋学園（弦東豪）
- 男の娘じゃダメですか メイドさんとお客さま BL編（壬生渉[10]）
- V.D. -バニッシュメント・デイ-（亀岡凛太郎[11]、宇城航）

#### 2015年
- オリジナルオーディオBOOK 第2弾 『夜間フライト』（僕）
- 冴えない女子が一時間で告白されるハズがない！？（新城玲央、藤宮武人[12]、藤沢樹[13]）
- 先輩のイヤホン（直島[14]）

#### 2016年
- ぽけっとアドベンチャー（モーゼル[15]）
- X-Overd クロスオーバード（シードル）
- 軍神†召還アークナイツ（セト、サムライ）
- バトって！オトギ戦争（タケミカヅチ、天雷の神タケミカヅチ、一目連、天候の支配者一目連、ぬらりひょん、妖怪総大将ぬらりひょん、御影石・火[16]）
- 空撃ち少女はトリガーハッピー（日下野久司[17]）

#### 2017年
- 遥かなる異郷グランヴィリア（ヨハン、ゴクウ）
- end sleep（山本 勇人）
- 金色ラブリッチェ（西郷 隆）

#### 2018年
- ひとつ屋根の、ツバサの下で（丹下 久留人）
- はるとゆき、
- 甘園ぼ ～二人だけのヒミツの遊び～

#### 2019年
- 金色ラブリッチェ -Golden Time-（西郷 隆）
- BUKKAKE! ドシコリングMINUKIマックスアクメしてもいいですか? ドエロいポーズして貰って見抜きぶっかけしたらお互い興奮がドチャクソヤバイです（）
- 雌に為って堕るまで… -葵なつき 快楽チ○ポ堕ち-（なつき）
- 彼女は友達ですか? 恋人ですか? それともトメフレですか?（キング）
- DEAD DAYS（暮坂 照）
- スタディ§ステディ

### ラジオ
- すまいるFM
  - 竹内裕美のたけちーはどぉでSHOW!（パーソナリティ）
  - 松本忍のぱぱらっチャオ!（パーソナリティ）
- ニコニコ生放送
  - 柊唯也と平辻朔耶の軽い感じで。（パーソナリティ）

### 舞台
- ふたり芝居「俳優好機２」（2014.7.19～20 新中野ワニズホール）
  - 「一億番目のクリスマス」（サンタ）
- 4団体合同企画公演「DooRs ～とあるホテルの、とあるイチニチ～」（2014.11.28～30 池袋Dot）
  - （ストーリーテラー／山本）
- THM企画第1回プロデュース公演「ペンローズの集い」（2015.1.30～2.1 新中野ワニズホール）
  - 「プレジデントアポロジー」（高知匠）
- 第165回 ふたり芝居「ＧＷ公演」（2015.5.3、5.5～6 新中野ワニズホール）
  - 「デモンストレーションチーム」

### 朗読劇
- CheerfulBeat #10･池袋 （2014.8.2 池袋Dot）
  - 一緒にねよ？ ～Shall we sleep?～ 朗読コーナー（竜之介）
  - へい！恋愛一丁『キミがシャリで僕らはネタで』（間黒有）
- ゆめのさえずり～colorful time～ （2015.6.12 新宿御苑PAPERA）
  - 『cafe*』 （店員）
- ゆめのさえずり～Rose time～ （2016.4.29 新宿ミノトール2）
  - 『棘と縁』 （百合子ママ／マスター）